# Джованні Каріані
Джованні Каріані (італ. Giovanni Cariani, справжнє ім'я Джованні Бузі; бл. 1485 — 1547) — венеційський художник XVI ст., працював в стилістиці Джорджоне та Лоренцо Лотто.

## Біографія

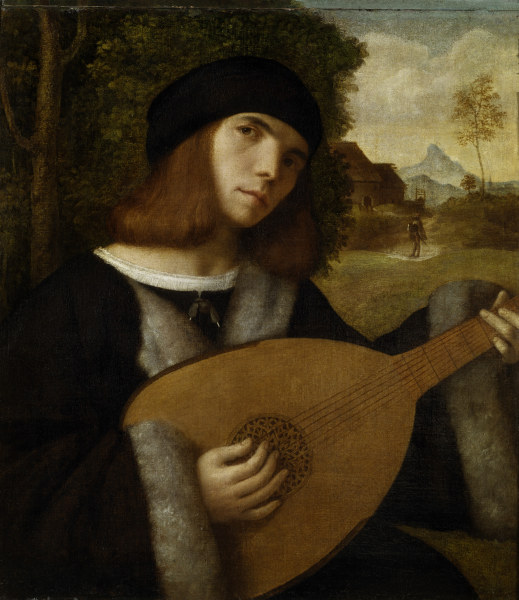
«Юнак з лютнею в пейзажі», Страсбур, Франція

Вважають, що Джованні Бузі прибув у Венецію. Народився в селі Сан Джованні Бьянко неподалік міста Бергамо. Першу звістку про нього знайшли в венеційських джерелах за 1509 рік. Нема точних відомостей і про рік народження художника, він народився (за припущеннями) між 1485 та 1490 роками. Також мало відомостей про його походження та про навчання. Ранні твори художника або не збережені і втрачені, або приписані іншим майстрам.
Збережені ранні твори мають стилістику, наближену до пізніх творів авторитетного венеційського художника Джованні Белліні. Ймовірно, він навчався в майстені якогось венеційського художника і старанно вивчав твори пізнього періоду творчості Джованні Белліні. Про знайомство Джованні Каріані з творами фламандських чи німецьких художників свідчать його ранні біблійні композиції, але впливи місцевої художньої школи переважали, перш за все — картини Джорджоне та Лоренцо Лотто. Джорджоне прищепив венеційським художникам поетичну недомовленість, потяг до своєрідного, місцевого ідеалу краси і до пошуків власних колористичних гам. На якийсь час бути популярним художником в Венеції значило писати картини в стилістиці Джорджоне. Це старанно і робили на ранньому етапі Себастьяно дель Пьомбо(власник майстерні Джорджоне після його передчасної смерті), Тиціан (котрий пізно визрів у власну особистість як митець), талановитий Джованні Джироламо Савольдо, Якопо Пальма старший. Поетична недомовленість та опанування рухів персонажів були венеційськими засобами позбавитися застиглості в картинах, яку вони наслідували у митців доби кватроченто. З 1517 року він став членом гільдії венеційських художників.
Скутість персонажів та ілюстративність притаманні також раннім біблійним композиціям Джованні Каріані. Більше майстерності і впливів Джорджоне та Лоренцо Лотто в портретах митця. Як і Лоренцо Лотто, Джованні Каріані був вимушений шукати заробітку в континентальних володіннях Венеційської республіки. Зникнення згадок про нього в венеційських архівах розцінили як подорожі в інші міста на заробітки, куди він відбув разом із першою дружиною. Відомо про отримання ним замови на вівтар для церкви Сан Готтардо в місті Бергамо (нині Пінакотека Брера, Мілан). Портретні образи Каріані більш нервові і різноманітні за композиціями, що наближає його стиль до художньої манери Лоренцо Лотто. З останнім він пересікався в місті Бергамо, де Лоренцо Лотто працював в 1513—1525 роках.
Був двічі одружений. Джованні Каріані помер в Венеції 1547 року

## Вибрані твори

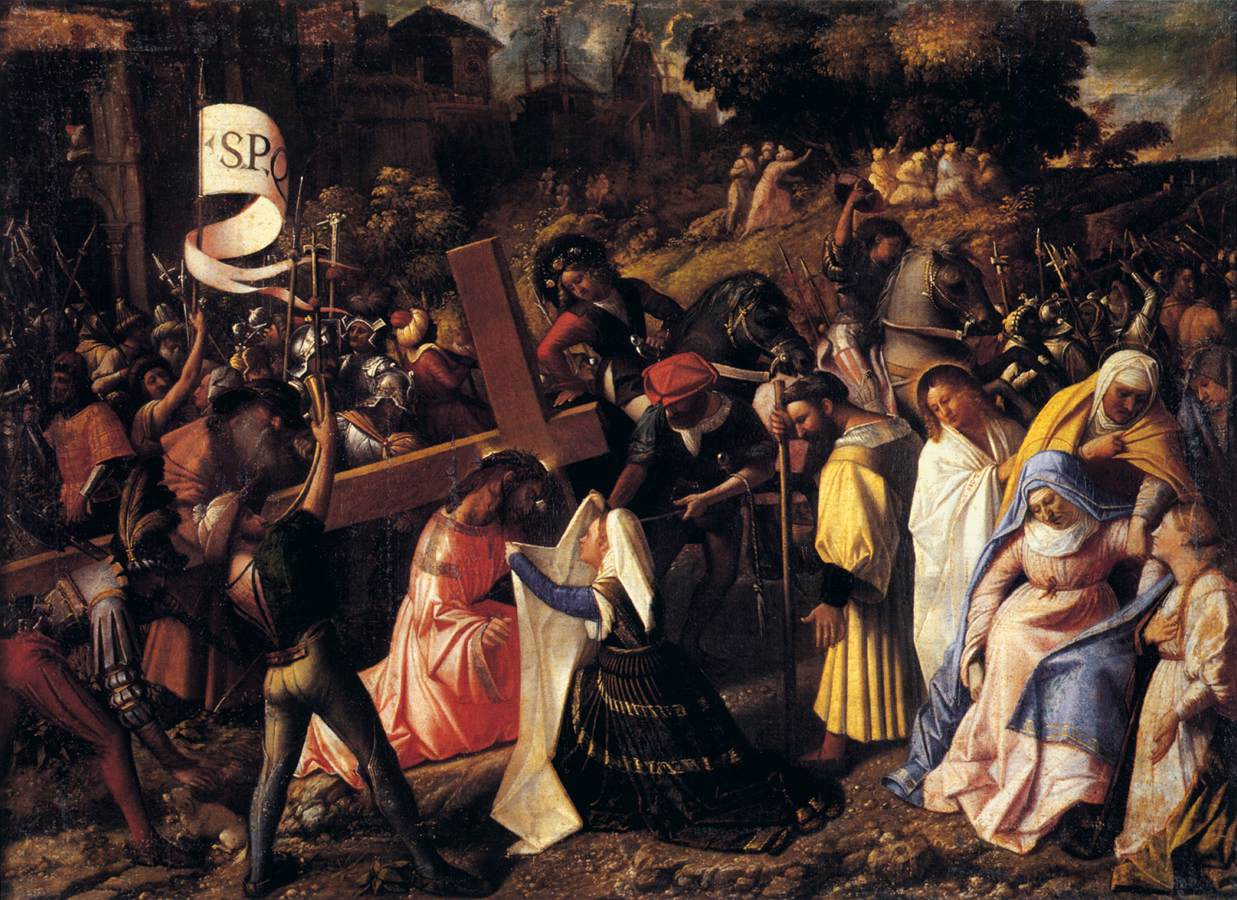
«Шлях на Голгофу», 1518, Пінакотека Амброзіана, Мілан

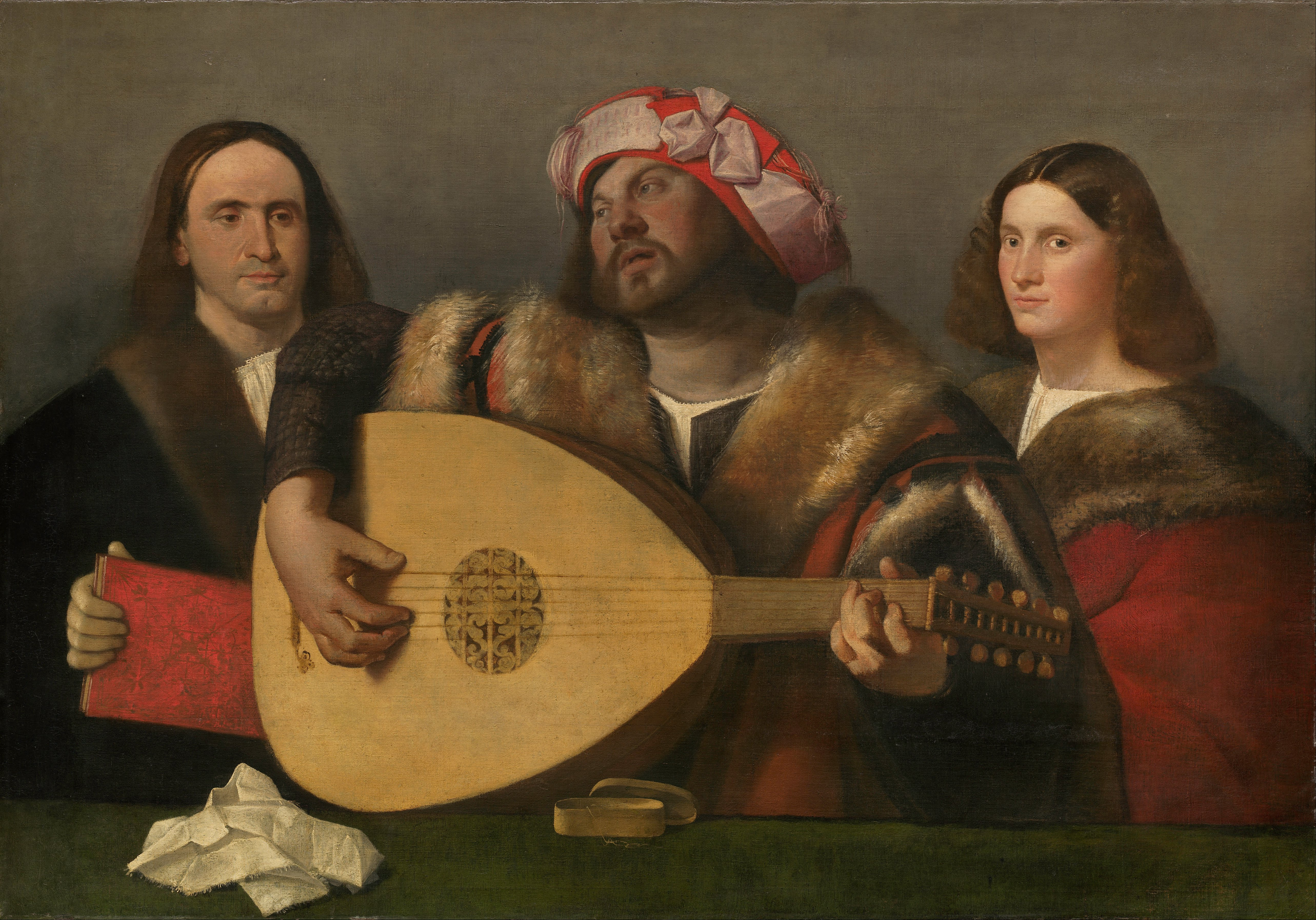
Худ. Джованні Каріані. «Концерт»

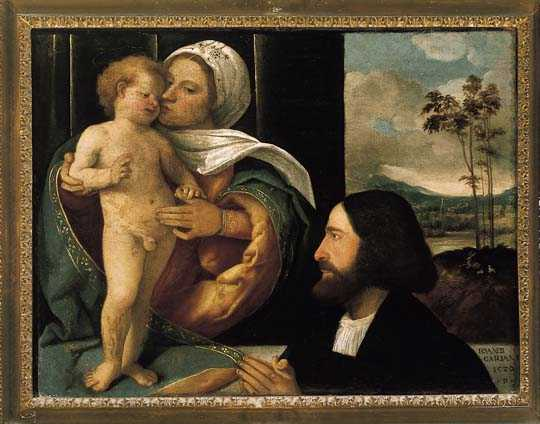
"Мадонна з немовлям і донатором ", Бергамо

- «Мадонна з голубами», собор в Бергамо
- «Мадонна з донаторами», музей в Бергамо
- «Свята бесіда», Галерея Академії, Венеція
- «Старий з молодою», 1516, Ермітаж, Санкт-Петербург
- «Концерт», Національна галерея, Вашингтон
- «Портрет невідомого із родини Медолаго», 1518, Музей мистецтв Філбрук, США
- «Мадонна з немовлям і Св. Себастьяном», бл. 1519, Лувр
- «Шлях на Голгофу», 1518, Пінакотека Амброзіана, Мілан
- «Портрет Франческо Альбані», Лондон
- «Христос і грішниця», Музей Манін, Діжон, Франція
- «Портрет двох венеційців», Лувр
- «Шлях на Голгофу і Св. Вероніка», до 1525, Пінакотека Тозіо-Мартіненго, Брешія
- «Мадонна з немовлям і Іваном Хрестителем дитиною та Св. Анною в пейзажі», до 1530, Національна галерея старовинного мистецтва, Рим
- «Чотири куртизанки і три клієнти»
- «Невідомий з золотим ланцюгом та хутром», до 1530,Худ. музей Північної Кароліни, США
- «Портрет Джованні Антоніо Караваджі з листом в руці», Канада
- «Портрет скрипаля»
- «Юнак з лютнею в пейзажі»
- «Пані в білій сукні», Будапешт
- «Мадонна з немовлям і донатором», Бергамо
- «Портрет Бруно Скардеоні»
- «Пані в пейзажі з водоспадом»

## Галерея

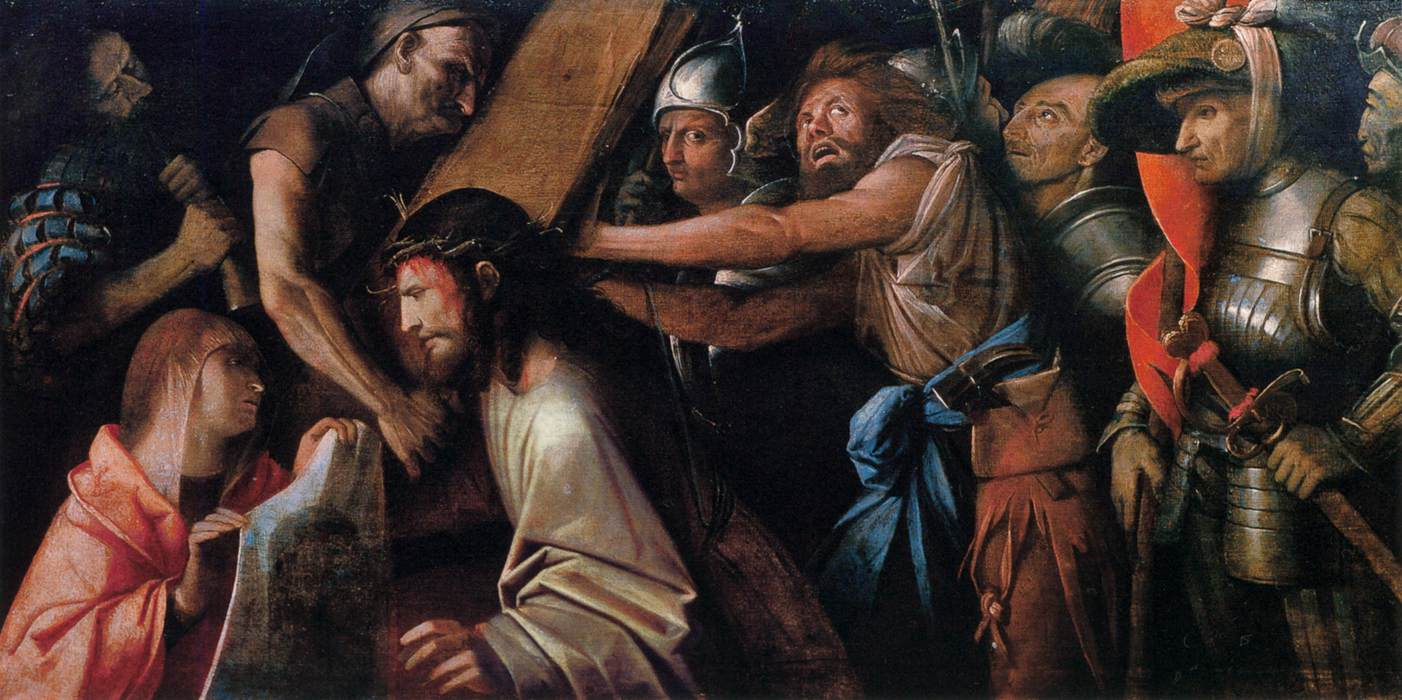
«Шлях на Голгофу зі Св. Веронікою», Пінакотека Тозіо-Мартіненго, Брешія.

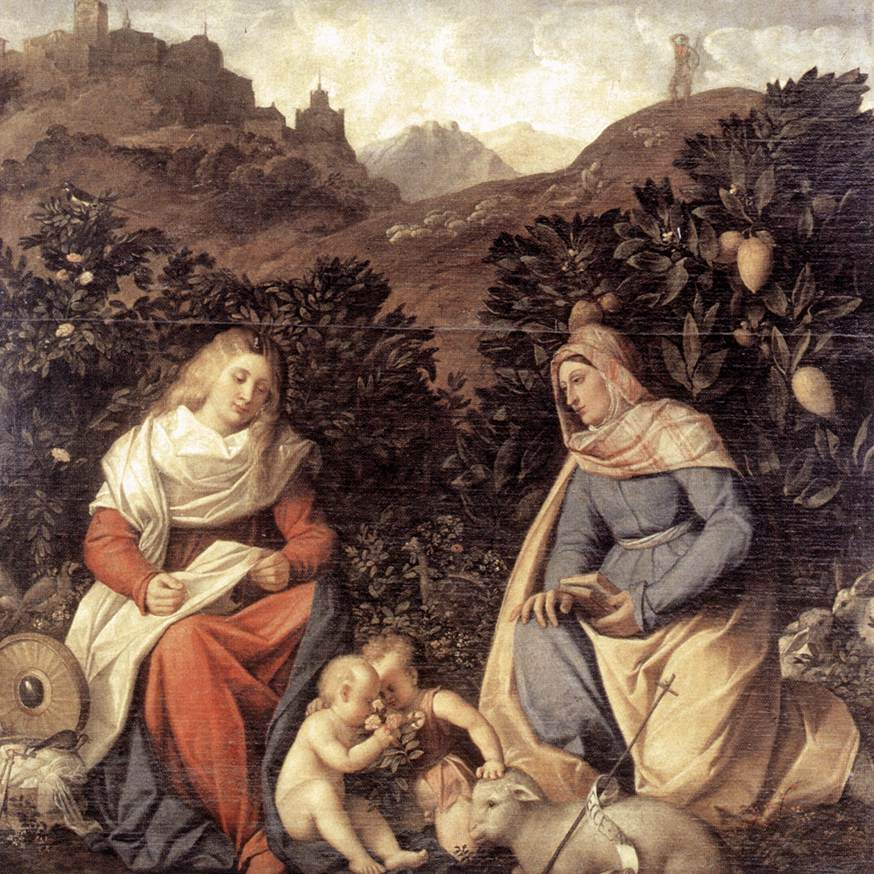
«Мадонна з немовлям і Іваном Хрестителем дитиною та Св. Анною в пейзажі», до 1530, Національна галерея старовинного мистецтва, Рим

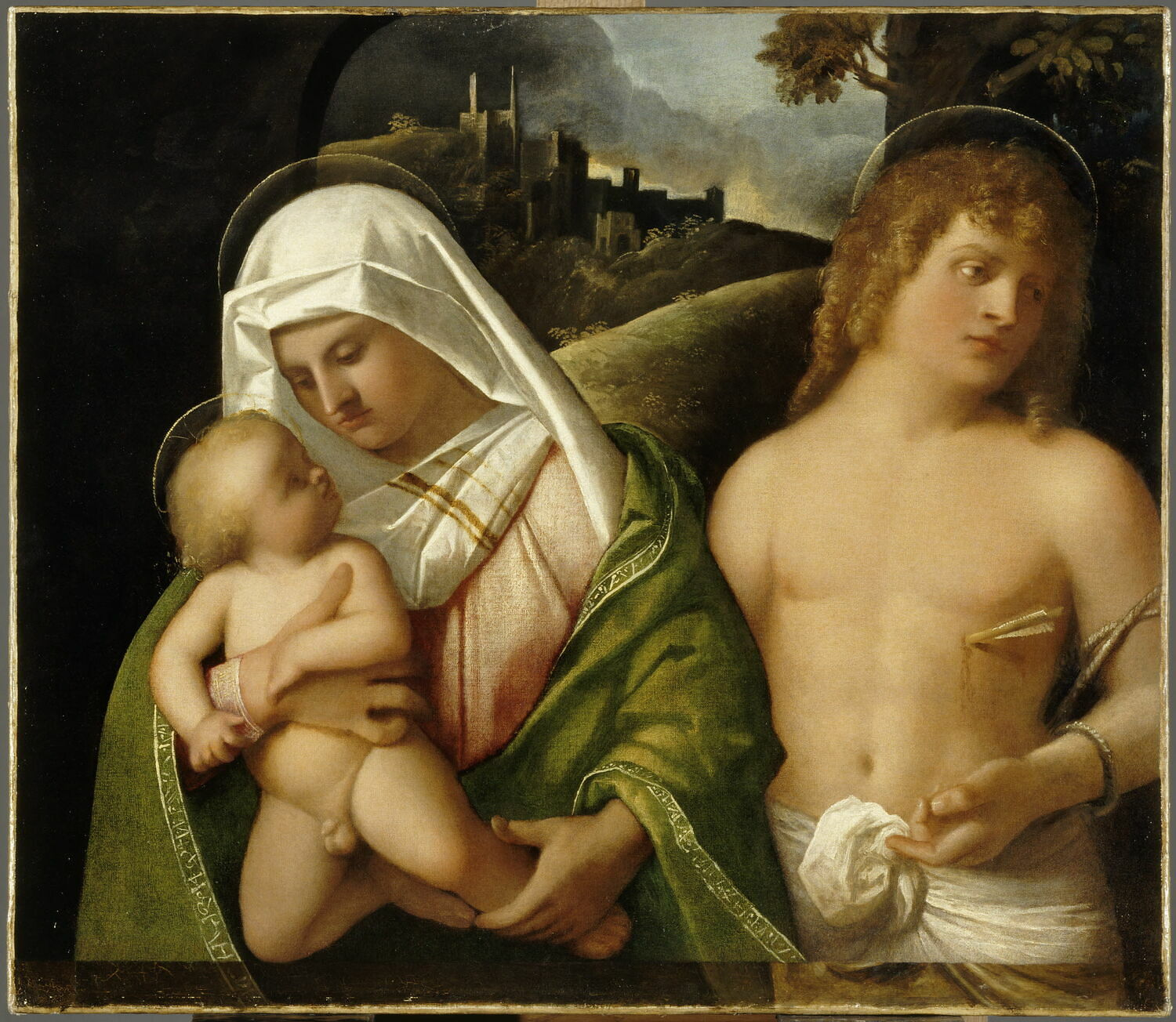
Мадонна з немовлям і Св. Себастьяном », бл. 1519, Лувр
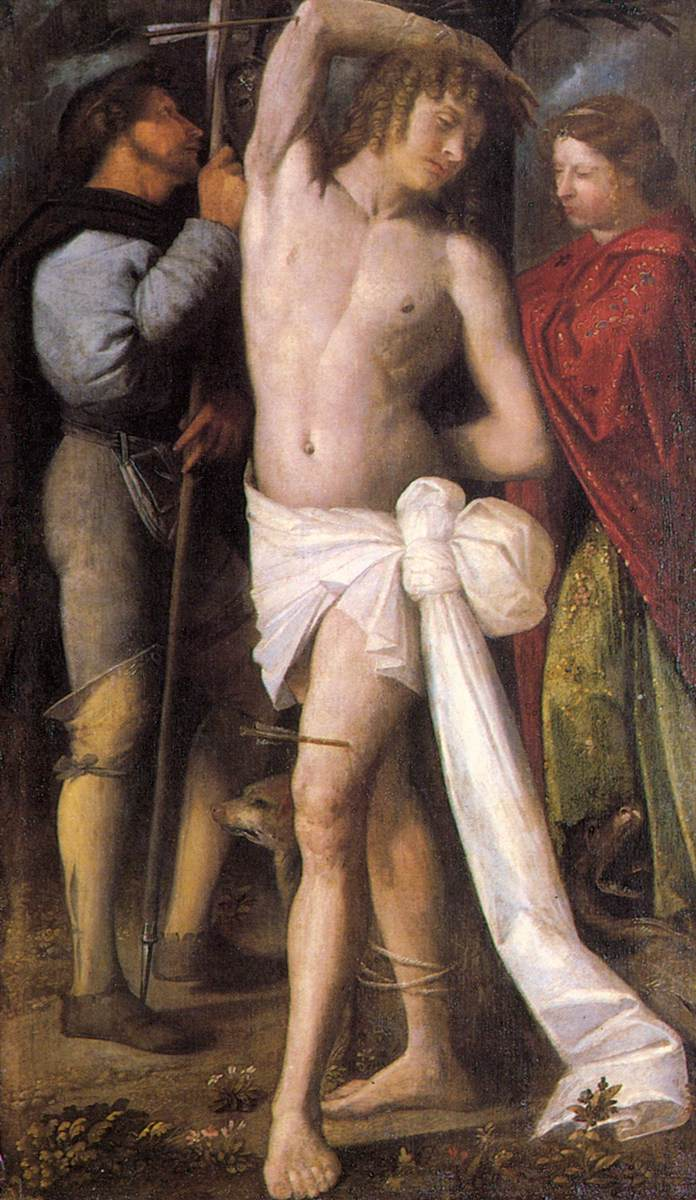
«Св. Себастьян, св. Рох и св. Маргарита»
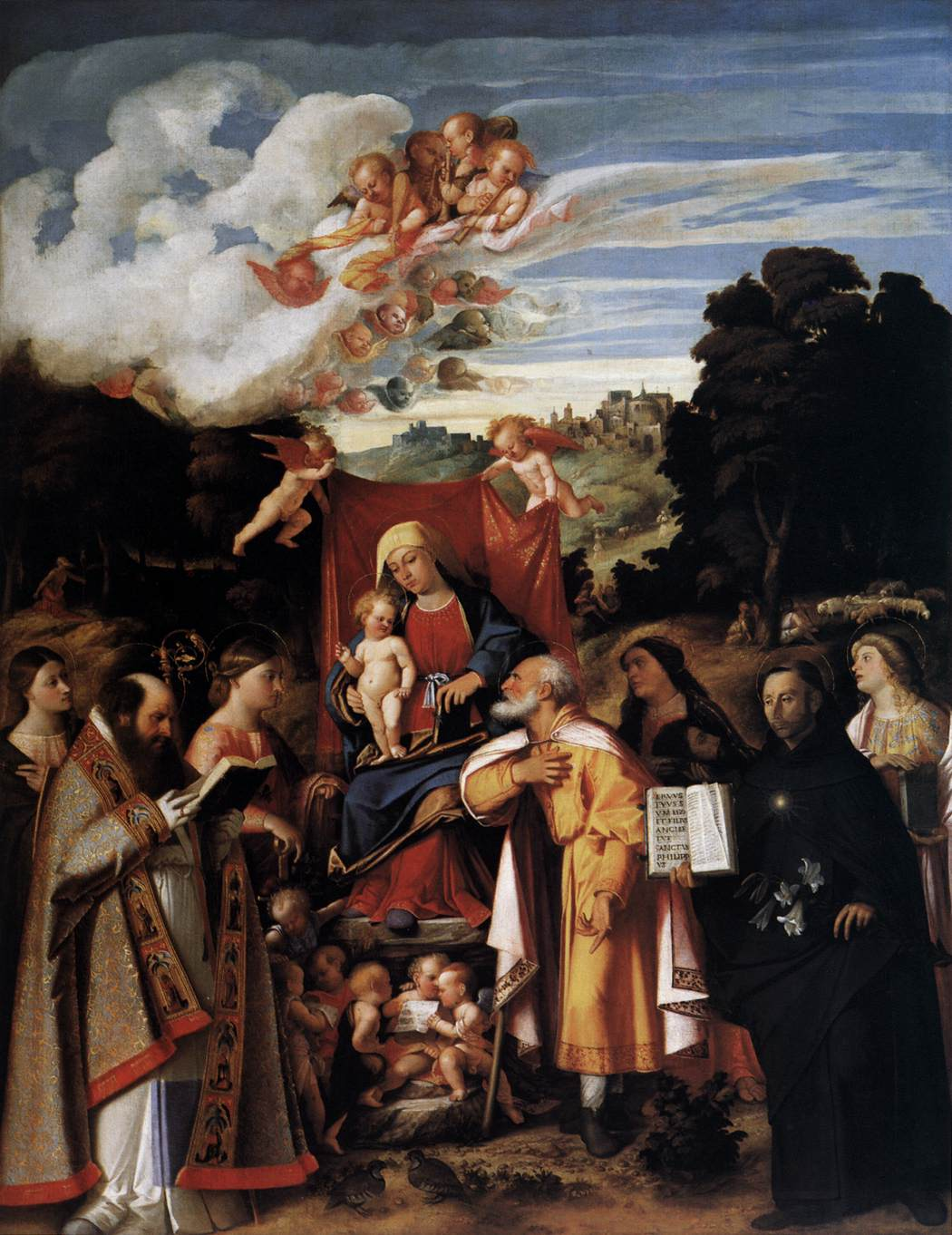
«Мадонна на троні з янгелами і святими»
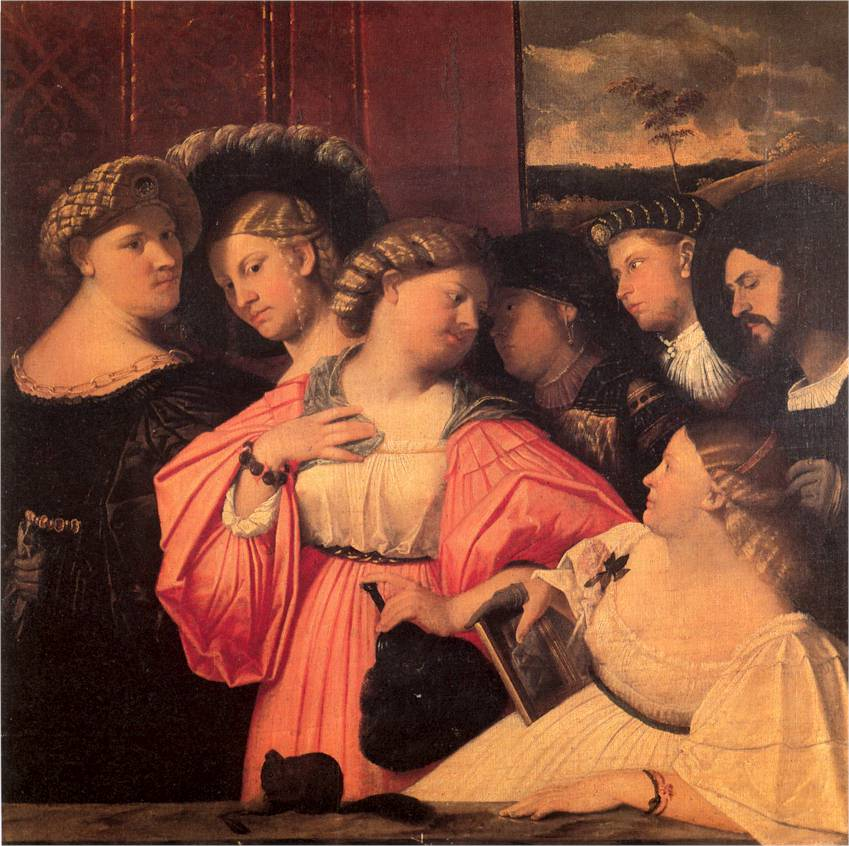
«Чотири куртизанки і три клієнти »
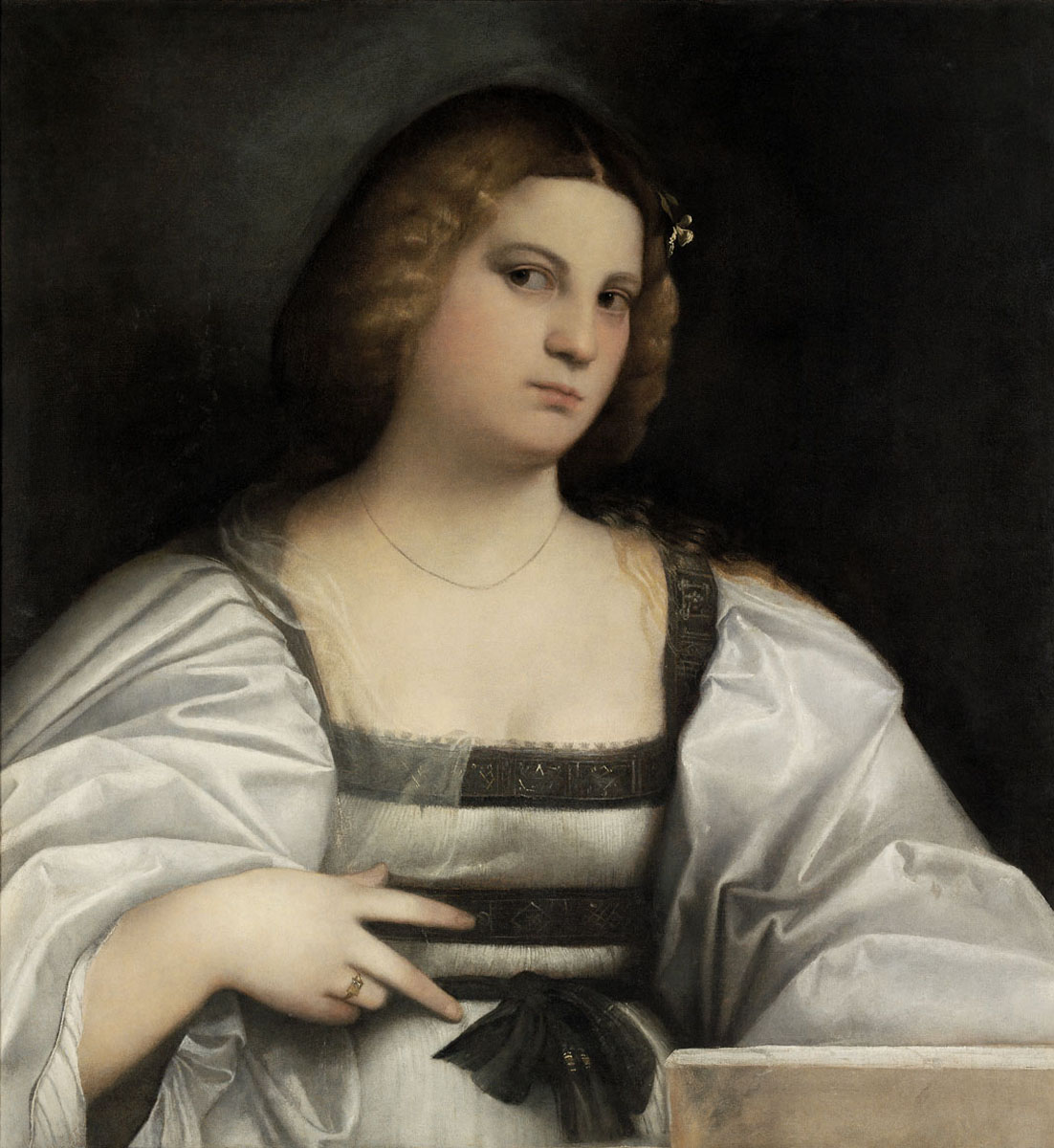
«Пані в білій сукні », Будапешт
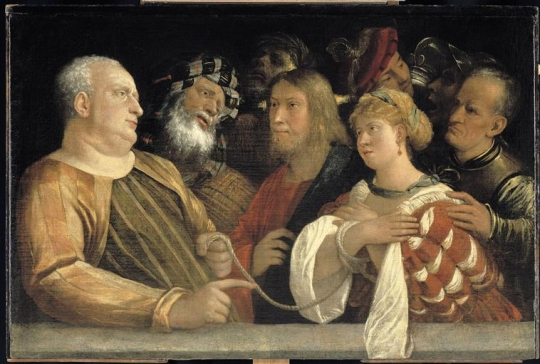
« Христос і грішниця», Музей Манін, Діжон, Франція
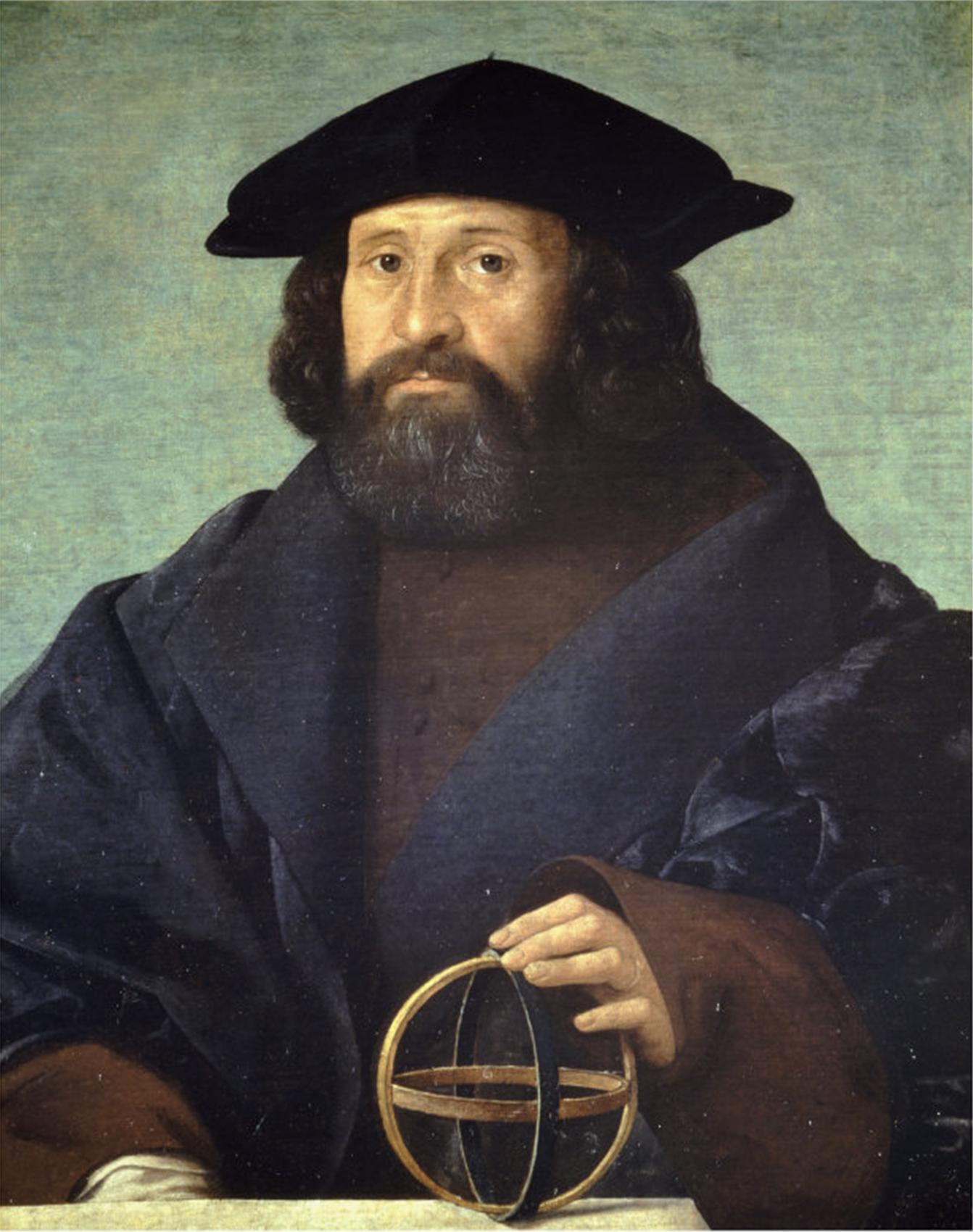
Так званий «Портрет астронома»
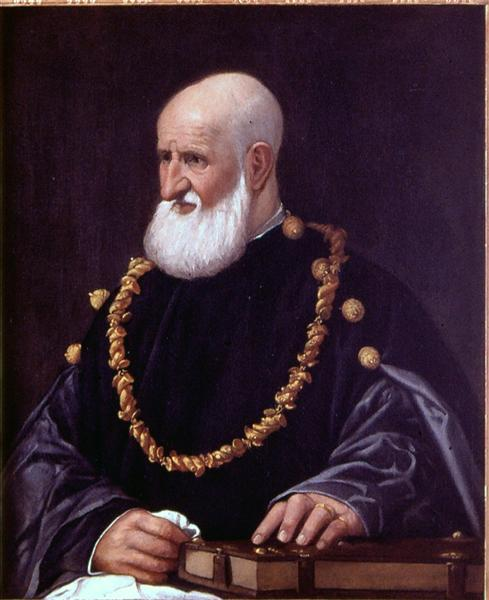
«Портрет неідомого з книгою»
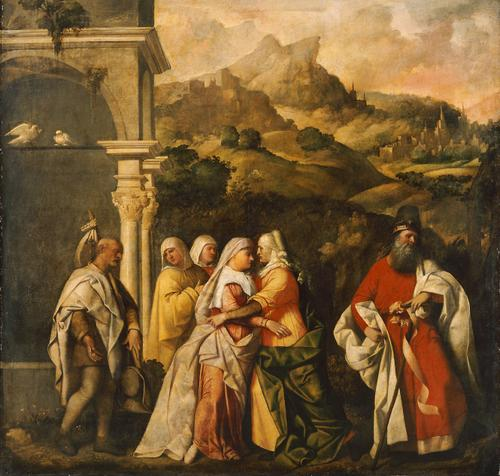
«Сумна звістка для Марии»
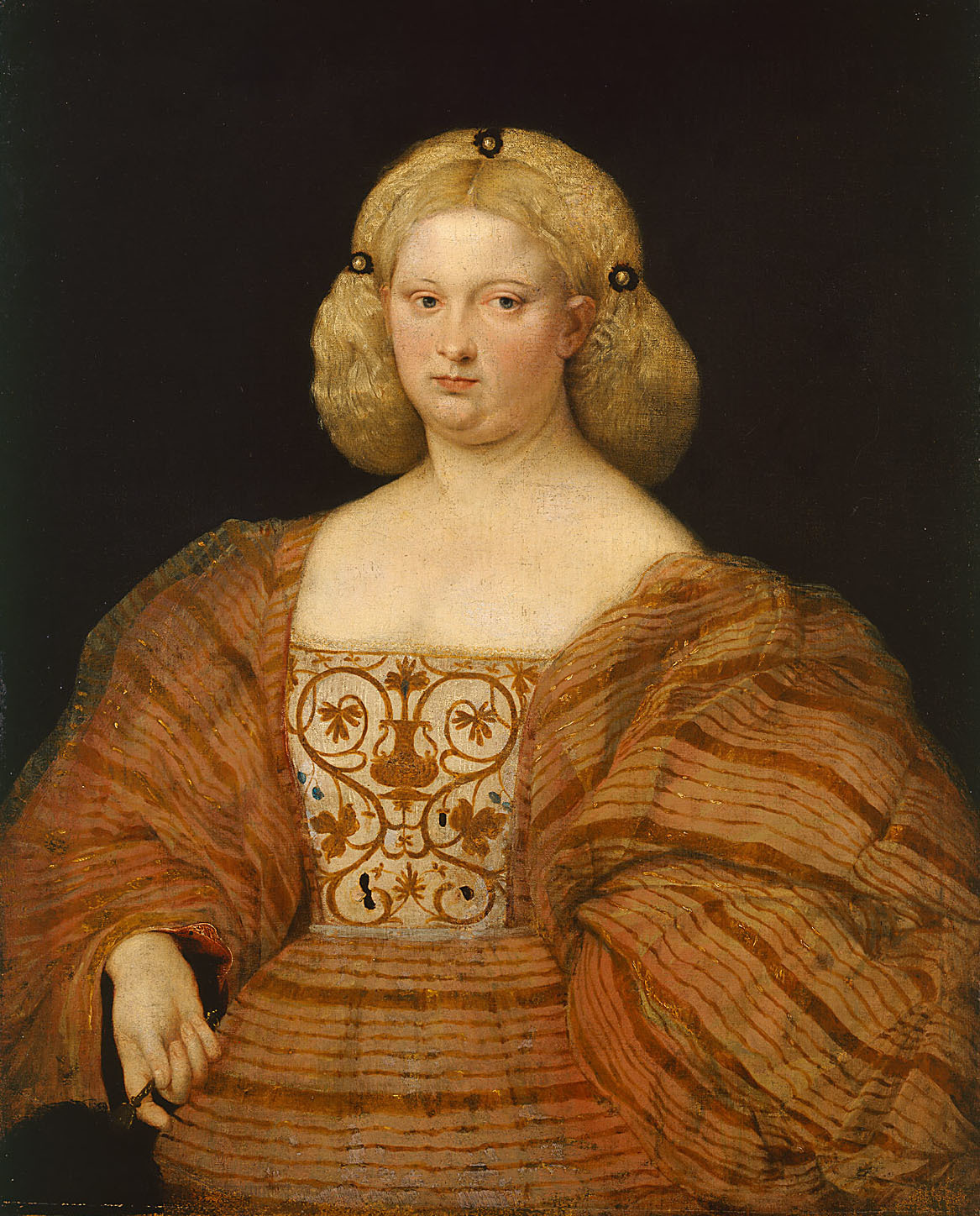
«Портрет невідомої білявки», Музей історії мистецтв, Відень
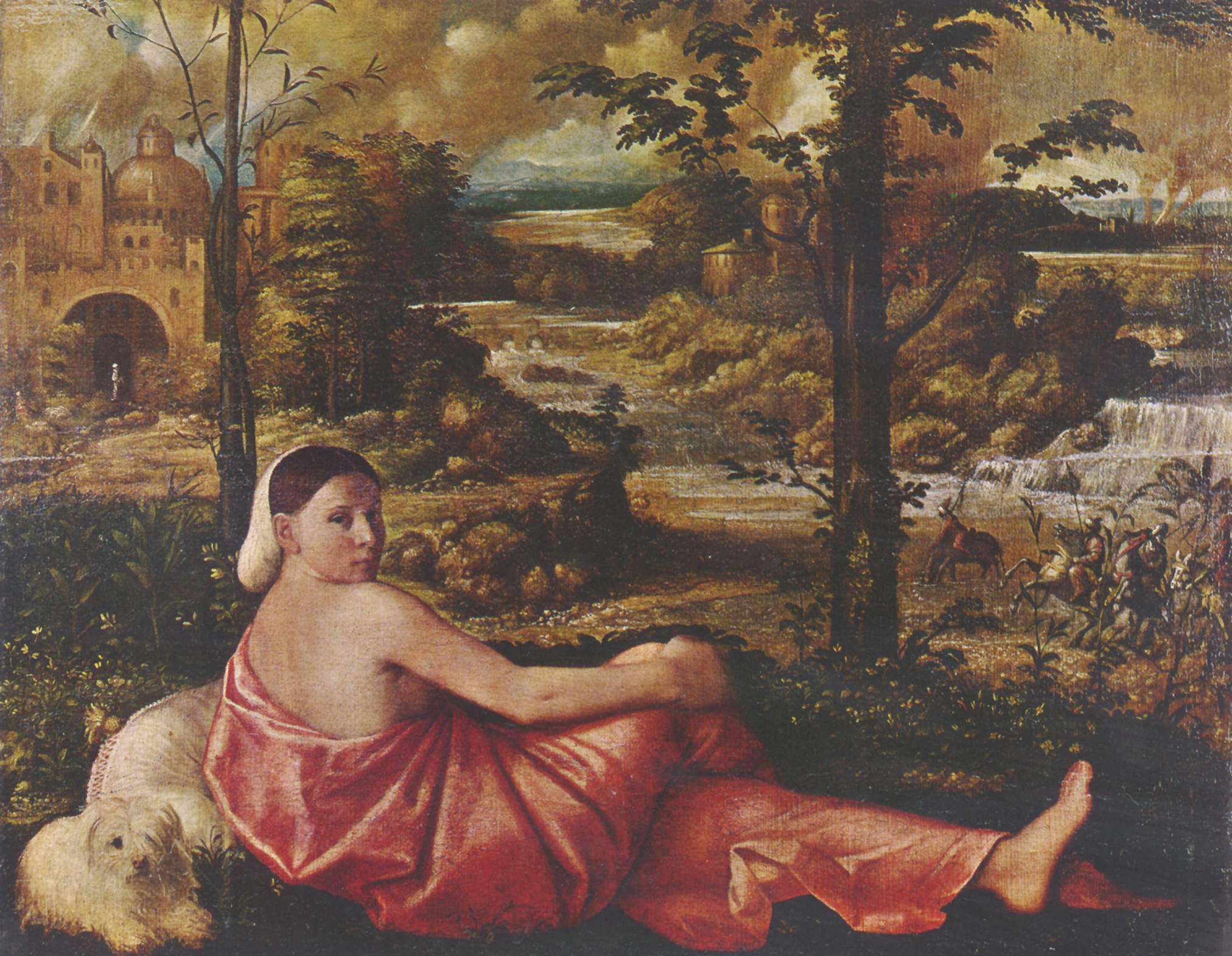
«Пані в пейзажі з водоспадом »
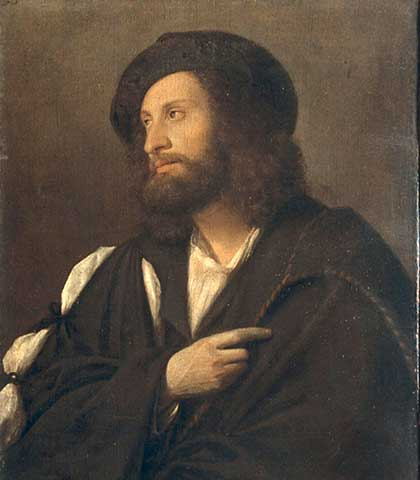
«Чоловічий портрет»